# Qualificazioni al campionato mondiale di calcio 2018 - AFC - seconda fase - girone G
Questa voce raccoglie i risultati delle partite del girone G valido come secondo turno di qualificazione al Campionato mondiale di calcio 2018 per la zona di competenza dell'AFC.
| Squadra       | P.ti | G | V | P | S | RF | RS | DR  |
| ------------- | ---- | - | - | - | - | -- | -- | --- |
| Corea del Sud | 21   | 7 | 7 | 0 | 0 | 24 | 0  | +24 |
| Libano        | 11   | 8 | 3 | 2 | 3 | 12 | 6  | +6  |
| Kuwait        | 10   | 6 | 3 | 1 | 2 | 12 | 4  | +8  |
| Birmania      | 8    | 8 | 2 | 2 | 4 | 9  | 21 | -12 |
| Laos          | 1    | 7 | 0 | 1 | 6 | 3  | 29 | -26 |

| Squadra       | Corea del Sud (bandiera) | Kuwait (bandiera) | Libano (bandiera) | Birmania (bandiera) | Laos (bandiera) |
| ------------- | ------------------------ | ----------------- | ----------------- | ------------------- | --------------- |
| Corea del Sud | —                        | 3 – 0             | 1 – 0             | 4 – 0               | 8 – 0           |
| Kuwait        | 0 – 1                    | —                 | 0 – 0             | 9 – 0               | 0 – 3           |
| Libano        | 0 – 3                    | 0 – 1             | —                 | 1 – 1               | 7 – 0           |
| Birmania      | 0 – 2                    | 3 – 0             | 0 – 2             | —                   | 3 – 1           |
| Laos          | 0 – 5                    | 0 – 2             | 0 – 2             | 2 – 2               | —               |

## Risultati

### 1ª giornata
| Arbitro: | Tan Hai |

|                           |           |                          |
| Sayavutthi 81’ (rig.) 83’ | Marcatori | 41’ Zaw Min Tun 85’ Kyaw |

| Arbitro: | Valentin Kovalenko |

|  |           |            |
|  | Marcatori | 86’ Nasser |

### 2ª giornata
| Arbitro: | Ahmed Al-Kaf |

|  |           |                                     |
|  | Marcatori | 35’ Lee Jae-Seong 67’ Son Heung-Min |

| Arbitro: | Yu Ming Hsun |

|  |           |                        |
|  | Marcatori | 5’ Ghaddar 75’ Shamsin |

### 3ª giornata
| Arbitro: | Jumpei Iida |

| |           |  |
| Lee Chung-Yong 9’ Son Heung-Min 12’, 74’, 89’ Kwon Chang-Hoon 30’, 75’ Suk Hyun-jun 57’ Lee Jae-Seong 90’ | Marcatori |  |

| Arbitro: | Aziz Asimov |

| |           |  |
| Nasser 11’, 18’ Maqseed 12’ Zayid 46’ Zaw Min Tun 56’ (aut.) Mashaan 63’ Al-Mutawa 69’ (rig.) 88’, 90+3’ | Marcatori |  |

### 4ª giornata
| Arbitro: | Sivakorn Pu-Udom |

|  |           |                                 |
|  | Marcatori | 31’ Nasser 84’ (rig.) Al-Mutawa |

| Arbitro: | Dmitriy Mashentsev |

|  |           |                                                               |
|  | Marcatori | 22’ (rig.) Jang Hyun-Soo 26’ (aut.) Hamam 60’ Kwon Chang-Hoon |

### 5ª giornata
| Arbitro: | Mohd Abdul Wahab |

|  |           |                        |
|  | Marcatori | 28’ Maatouk 90+3’ Atwi |

| Arbitro: | Alireza Faghani |

|  |           |                  |
|  | Marcatori | 12’ Koo Ja-Cheol |

### 6ª giornata
| Arbitro: | Salah Abbas Alabbasi |

|                                               |           |               |
| Suan Lam Mang 13’ Kyaw Ko Ko 32’ Aung Thu 50’ | Marcatori | 2’ Sayavutthi |

| Al Ahmadi 13 ottobre 2015, ore 17:50 UTC+3 | Kuwait           | 0 – 0 referto | Libano | Al-Ahmadi Stadium (12 150 spett.)\| Arbitro: \| Ammar Al-Jeneibi \| |
| Arbitro:                                   | Ammar Al-Jeneibi |               |        |                                                                     |

### 7ª giornata
| Arbitro: | Khamis Al Marri |

|                                                                      |           |  |
| Lee Jae-Seong 18’ Koo Ja-Cheol 30’ Jang Hyun-Soo 82’ Nam Tae-Hee 86’ | Marcatori |  |

| Arbitro: | Sivakorn Pu-udom |

|                                                                        |           |  |
| Mohamad 27’ Antar 34’ Chaito 36’, 90’ Hamam 42’ Maatouk 59’ Oumari 87’ | Marcatori |  |

### 8ª giornata
| Arbitro: | Turki Alkhudhayr |

|  |           |                                                                      |
|  | Marcatori | 3’ (rig.), 33’ Ki Sung-Yueng 35’, 68’ Son Heung-Min 44’ Suk Hyun-jun |

| Bangkok 17 novembre 2015, ore 19:00 UTC+7 | Birmania | 3 – 0 referto | Kuwait | Rayamangala Stadium |

### 9ª giornata
| Arbitro: | Ning Ma |

|                     |           |  |
| Lee Jung-Hyup 90+3’ | Marcatori |  |

| Al Ahmadi 24 marzo 2015, ore 18:35 UTC+3 | Kuwait | 0 – 3 referto | Laos | Al-Ahmadi Stadium |

### 10ª giornata
| Seoul 29 marzo 2016, ore 20:00 UTC+9 | Corea del Sud | 3 – 0 referto | Kuwait | Seoul World Cup Stadium |

| Arbitro: | Jumpei Iida |

|             |           |              |
| Alhelwe 88’ | Marcatori | 73’ Aung Thu |